# Georg IV av Georgien
Georg IV av Georgien, född 1191, död 1223, var en georgisk monark. Han var kung i kungariket Georgien mellan 1213 och 1223.